# New Jersey Palisades
Pour les articles homonymes, voir Palisades.

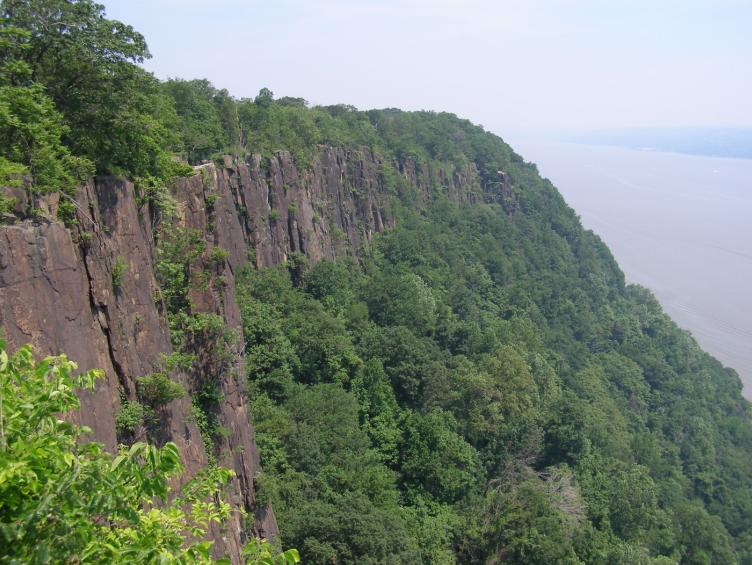
Vue panoramique des falaises des Palisades depuis la Palisades Interstate Parkway. L'Hudson est à l'arrière-plan.

The Palisades, aussi appelées les New Jersey Palisades ou Hudson Palisades (certaines parties sont aussi surnommées Bergen Hill), sont une ligne de falaises située le long de la rive ouest de l'Hudson, dans le nord-est du New Jersey et le sud de l'État de New York, aux États-Unis d'Amérique. Les falaises s'étendent de Jersey City à Nyack. Elles s'élèvent presque à la verticale depuis la berge du fleuve jusqu'à des altitudes variant entre 107 et 168 mètres, et forment ainsi le relief le plus important de la région de New York.